# Groš
Groš je kovanica iz Europe. Može biti:
- gros, francuski srebrenjak
- grosz, stoti dio poljskog zlota
- groschen, stoti dio austrijskog šilinga
- krakovski groš

Imenom groša su se nazivale razne kovanice.
- matapan, matapane, mletački srebrni groš
- ciparski srebrni groš
- srebrni groš bugarskog cara Ivana Asena II.[1]
- srebrni Groš matapanskoga tipa, srpskog kralja Milutina
- ghurusch, srebrni novac, koji je 1687. g. stavljen u optjecaj u Turskom Carstvu za vrijeme sultana Sulejmana II.
- srebrni groš Karla II Anžuvinskog, prvi put kovan 1303.
- giorgino, talijanski groš iz 16. i 17. st., rabio se u Ferrari i Modeni
- giulio, srebrni groš pape Julija II.
- gnacken, srebrni groš iz 15. i 16. st., bio je u optjecaju Saskoj, Stolbergu te Braunschweig-Grubenhagenu
- marien-groš, vestfalski sitni novac
- groot, nizozemski srebrni groš
- gros au lion, francuski srebrenjak iz 14. st.
- groschel, groschlein, njemački novac od 1/4 groša
- grosspfenig
- groš turnoa
- praški groš
- grossetto, mletačka kovanica
- grossi de bandera, najstariji srpski novac, iz 13. st.
- grossi della croce, srpski novac iz 14. st.
- grosso, talijanski srebrenjak, u optjecaju na sjeveru Italije
- grosso aqvilino
- grosso romanino, rimski groš
- groš tournois, francuski srebrenjak
- pariški groš, francuski srebrenjak
- gross-setti-vi, poluperpera iz Dubrovnika, kovana 1801.
- Silbergroschen, kovanica iz Pruske
- Neugroschen, kovanica iz Saske
- groten, donjonjemački groš
- kneževski groš (guten Grosch),
- gyllen, švedsko ime za prigodni guldengroš, prigodni zlatnik
- groat, engleski i škotski srednjovjekovni srebrenjak, kovalo ga se također i u Irskoj
- srebrni groš, kovan u Splitu u 15. st. za vojvode Hrvoja, s likom sv. Dujma na kovanici
- qirsh
- kuruş